# Chersotis stenographa
Chersotis stenographa là một loài bướm đêm trong họ Noctuidae.